# Blemmyes

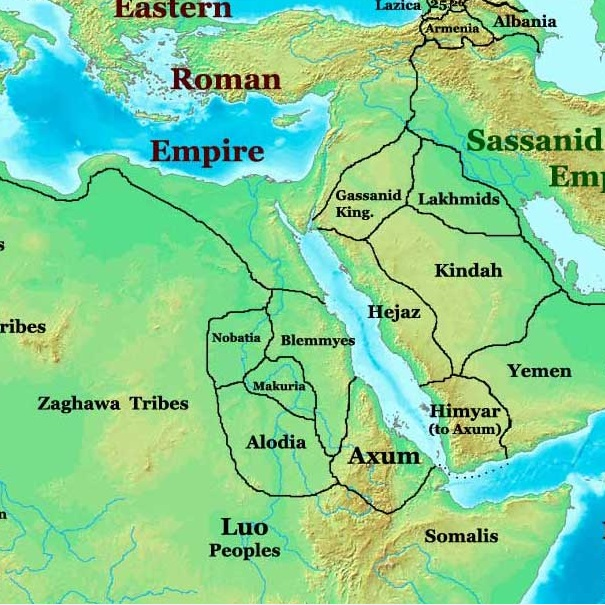
een kaart van het Nabije Oosten in 565 n.Chr., waar de Blemmyes en hun buren op te zien zijn

De Blemmyes (Latijn: Blemmyae) waren een nomadische stam in de Nubië die door Romeinse historici zijn beschreven. Vanaf eind 3e eeuw streden zij samen met een andere stam, de Nobadae herhaaldelijk tegen de Romeinen. 
Ze waren de opvolgers van de Medjay uit de Egyptische oudheid en de voorouders van het nomadische volk der Beja in de Hala'ib-driehoek.

## Geschiedenis
De Griekse geograaf Strabo beschrijft de Blemmyes als een vredig volk dat in de Nubische Woestijn in de buurt van Meroë woonde.
Rond 197 n.Chr. was hun militaire kracht zodanig toegenomen dat Pescennius Niger een Blemmyische koning te hulp vroeg in de strijd tegen de Romeinse keizer Septimius Severus. In 250 n.Chr. kostte het de Romeinse Keizer Decius grote moeite om een invasieleger van de Blemmyes te overwinnen. In 253 n.Chr. vielen de Blemmyes Opper-Egypte weer aan, maar werden snel verslagen. Rond 265 n.Chr. werden ze opnieuw verslagen door Firmus, een Romeinse prefect. Deze zou later, in 273 n.Chr., zelf in opstand komen tegen de Romeinen, samen met de koningin van Palmyra, Zenobia, en zelfs met de hulp van de Blemmyes. Marcus Aurelius Probus, een Romeinse generaal, wist hem met veel moeite te verslaan, maar kon niet voorkomen dat de Blemmyes opnieuw Thebe in het zuiden van Egypte bezetten. Dat betekende een nieuwe oorlog, waarin bijna het gehele leger van de Blemmyes vernietigd werd.
Tijdens de regeringsperiode van Diocletianus bezetten de Blemmyes opnieuw het zuiden van Egypte. Rond 298 sloot Diocletianus vrede met de Nobadae en de Blemmyes, op de voorwaarde dat de Romeinen hun grenzen naar het noorden verschoven, naar Philae, en dat ze een jaarlijkse toelage van goud betaalden aan de twee stammen.
De Nobadae versloegen hierop de Blemmyes en stichtten het koninkrijk Nobatia.

## Cultuur
De Blemmyes hadden een groot deel van het huidige Soedan in bezit. Sommige belangrijke steden waren in handen van de Blemmyes, zoals Faras, Kalabsha, Ballana en Aniba, die allemaal ommuurd waren met muren en torens. De stijlen in de steden zelf waren een mengeling van Egyptische, Hellenistische, Romeinse en Koesjitische elementen. De religie van de Blemmyes had zijn centrum in de tempels van Kalabsha en Philae.

## Acephale

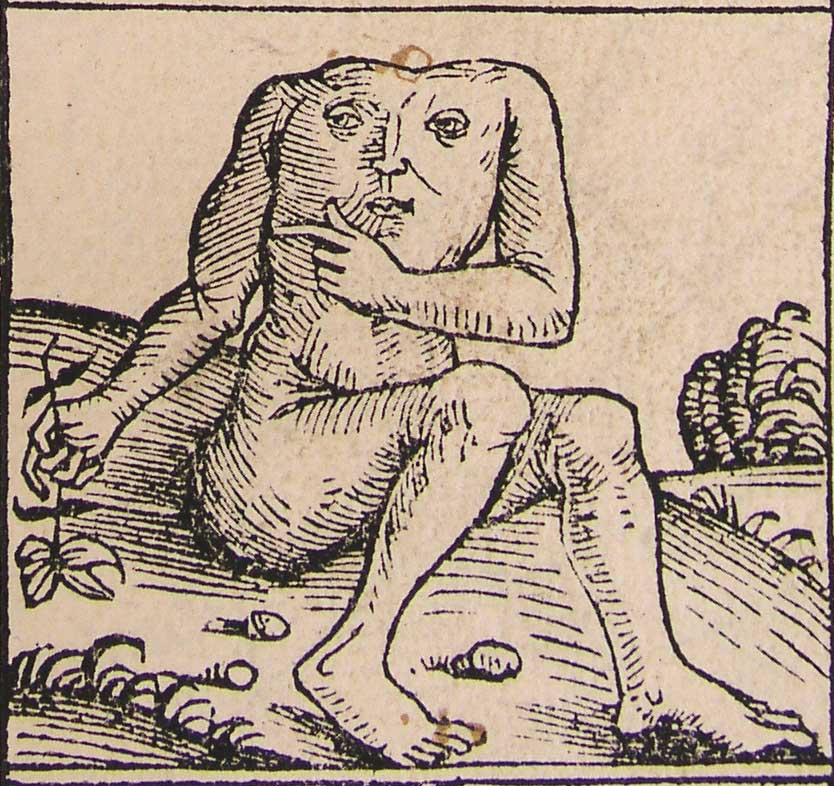
Blemmiër in de Kroniek van Neurenberg

Plinius de Oudere schreef in de eerste eeuw AD in zijn Naturalis historia dat de Blemmiërs geen hoofd bezaten, en dat hun mond en ogen zich in hun borst bevonden. Latere schrijvers als Isidorus van Sevilla, die de Blemmiërs in Libië plaatst, Jehan de Mandeville, die ze in Indië plaatst, Sebastian Münster en Hartmann Schedel namen dit over.